# 25240 Цяньсаньцян
25240 Цяньсаньцян (25240 Qiansanqiang) — астероїд головного поясу, відкритий 16 жовтня 1998 року.
Тіссеранів параметр щодо Юпітера — 3,323.